# Lijst van rijksmonumenten in Bingelrade
De plaats Bingelrade telt 17 inschrijvingen in het rijksmonumentenregister. Hieronder een overzicht.
| Object | Oorspronkelijke functie?  | Bouwjaar               | Architect | Locatie                                       | Coördinaten?                  | Nr.?  | Afbeelding                                                                                             |
| --- | ------------------------- | ---------------------- | --------- | --------------------------------------------- | ----------------------------- | ----- | --- |
| 23 oude grafkruisen op het oude kerkhof | Begraafplaats en -onderdl | 16e-19e eeuw           |           | Dorpsstraat; 23 grafkruisen op het RK kerkhof | 50° 58' 32" NB, 5° 55' 34" OL | 21327 | Meer afbeeldingen                                                                                      |
| Boerderij aan binnenplaats van vakwerk. Deur met gesneden panelen en middenstijl; koperen kruk in de vorm van een hand                                            | Boerderij                 | 18e/19e eeuw           |           | Dorpsstraat 3                                 | 50° 58' 34" NB, 5° 55' 35" OL | 21495 | Meer afbeeldingen                                                                                      |
| Huis van baksteen met zadeldak | Kerkelijke dienstwoning   | 1766                   |           | Dorpsstraat 18                                | 50° 58' 29" NB, 5° 55' 44" OL | 21972 | Huis van baksteen met zadeldak                                                                         |
| Hoeve om gesloten binnenplaats, alwaar vakwerk. Links aan de straat puntgevel met ankers en dichtgemetselde gekoppelde vensters met segmentbogen                  | Boerderij                 | 1698 (ankers)          |           | Dorpsstraat 5                                 | 50° 58' 34" NB, 5° 55' 36" OL | 2252  | Meer afbeeldingen                                                                                      |
| Grote hoeve van baksteen. Achter de hoeve een schuur in vakwerk. Woonhuis met schilddak                                                                           | Boerderij                 | 19e eeuw               |           | Dorpsstraat 28                                | 50° 58' 27" NB, 5° 55' 47" OL | 22876 | Meer afbeeldingen                                                                                      |
| Hoeve om open binnenplaats van baksteen en vakwerk. In het vakwerk aan de binnenplaats ingang met in- en uitgezwenkte bovendorpel                                 | Boerderij                 | 18e-19e eeuw           |           | Dorpsstraat 36                                | 50° 58' 25" NB, 5° 55' 51" OL | 23125 | Meer afbeeldingen                                                                                      |
| Hoeve van baksteen om gesloten binnenplaats. untgevel met vlechtingen en anker. Woonhuis met schilddak aan de binnenplaats. Vakwerk met luifel                    | Boerderij                 | 1764 (anker)           |           | Dorpsstraat 136                               | 50° 58' 6" NB, 5° 56' 28" OL  | 23139 | Meer afbeeldingen                                                                                      |
| Hoeve van baksteen om een gesloten binnenplaats. Het woonhuis heeft lateiboogomlijstingen van Naamse steen en ankers. Deur en snijraam in late Lodewijk XVI-stijl | Boerderij                 | 1802 (ankers)          |           | Eindstraat 21                                 | 50° 58' 14" NB, 5° 56' 29" OL | 23622 | Meer afbeeldingen                                                                                      |
| Bakstenen boerenhuis | Boerderij                 | 17e eeuw               |           | Geerstraat 4                                  | 50° 58' 6" NB, 5° 56' 25" OL  | 26916 | Meer afbeeldingen                                                                                      |
| Bakstenen boerenhuis | Boerderij                 | 17e eeuw               |           | Geerstraat 6                                  | 50° 58' 5" NB, 5° 56' 24" OL  | 26917 | Meer afbeeldingen                                                                                      |
| Puthuisje van mergel, gebouwd om een kern van vakwerk en hout uit 1664. Raderwerk nog gedeeltelijk van hout                                                       | Straatmeubilair           | eerste helft 19e eeuw  |           | Aan de kruising Dorpsstraat-Kruisstraat       | 50° 58' 8" NB, 5° 56' 27" OL  | 26918 | Meer afbeeldingen                                                                                      |
| Hoeve "Wiegelrade", van baksteen met resten van vakwerk, om een gesloten binnenplaats                                                                             | Boerderij                 | derde kwart 18e eeuw   |           | Wiegelraderstraat 10                          | 50° 58' 12" NB, 5° 55' 44" OL | 28019 | Meer afbeeldingen                                                                                      |
| Wegkruis, bij de grens met de gemeente Jabeek met houten corpus                                                                                                   | Gedenkteken               | eerste helft 19e eeuw  |           | Kruis hoek Gatsweg/Maastrichterweg            | 50° 58' 5" NB, 5° 56' 33" OL  | 41771 | Meer afbeeldingen                                                                                      |
| Hoeve van baksteen om gesloten binnenplaats. Smeedijzeren poortklopper                                                                                            | Boerderij                 | 1812 (poortsluitsteen) |           | Eindstraat 28                                 | 50° 58' 12" NB, 5° 56' 37" OL | 47064 | Meer afbeeldingen                                                                                      |
| Bakstenen hoeve, om gesloten binnenplaats. Puntgevel met vlechtingen en muizetandversiering. Vensters met houten kozijnen en luifel. IJzeren kruis op voorgevel   | Boerderij                 | 18e eeuw en verder     |           | Geerstraat 2                                  | 50° 58' 7" NB, 5° 56' 26" OL  | 4773  | Meer afbeeldingen                                                                                      |
| Kasteel Raath, een vierkant bakstenen huis onder een mansardetentdak                                                                                              | Woonhuis                  | 1804                   | Duckers   | Kruisstraat 10                                | 50° 58' 10" NB, 5° 56' 30" OL | 6524  | Meer afbeeldingen                                                                                      |
| Huis van baksteen. Witgeverfd. Deel uitmakend van de voormalige pastorie. Een geheel vormend met nr 18                                                            | Woonhuis                  | 1766                   |           | Dorpsstraat 16                                | 50° 58' 29" NB, 5° 55' 44" OL | 8072  | Huis van baksteen. Witgeverfd. Deel uitmakend van de voormalige pastorie. Een geheel vormend met nr 18 |